# Алдобрандино II д’Есте
Вижте пояснителната страница за други личности с името Алдобрандино д’Есте.
Алдобрандино II д’Есте (на италиански: Aldobrandino II d'Este; † 26 юли 1326, Болоня) от фамилията Есте, е маркиз на Ферара и Реджо от 1308 г. до смъртта си.
Той е господар на Ферара след период на борби за надмощие над града, при който семейство Есте е принудено да напусне властта за почти девет години, като трябва да се предаде на силите на папата.

## Произход
Той е син на Обицо II д’Есте (* 1247, † 1293), маркиз на Ферара, Есте и на Анконската марка, и съпругата му Якопина Фиески († 1287), племенница на папа Адриан V. Има един брат и една сестра: 
- Ацо VIII (* сл. 1263, † 1308), маркиз на Ферара и Реджо
- Беатриче (* 1268, † 1334), владетелка на Юдикат Галура като съпруга на Нино Висконти  и господарка на Милано като съпруга на Галеацо I Висконти

Има и една полусестра и един полубрат от втория брак на баща си.

## Биография
През 1289 се жени за Алда Рангони, от която има четири деца.
През 1293 г. наследява баща си като господар на Модена, Лендинара, Ровиго и Есте. Загубва от Есте от Падуа.
През януари 1308 г. след смъртта на бездетния си брат Ацо VIII той го наследява като маркиз на Ферара и Реджо. Въпреки това властта във Ферара е завладяна от незаконния син на покойния Фреско (починал във Венеция през 1312 г.). През октомври същата година, от свое име и от името на сина си Фолко, той продава града на Венеция срещу годишна парична награда. Алдобрандино II и брат му Франческо се обръщат за помощ към папата и падуанците. През 1309 г. Ферара е обсадена от папските войски. Войната продължава година и половина, след което венецианците връщат армията си, която е силно пострадала от чумата. Ферара остава част от Папската държава.
Алдобрандино II се отказва от правата си върху Модена и Реджо – градове, загубени от брат му Ацо VIII д'Есте през 1306 г. в резултат на местно въстание.
През 1317 г. неговите синове и племенници възстановяват властта на фамилията Есте във Ферара, но самият той не участва в управлението на града и умира в Болоня през 1326 г.

## Брак и потомство
∞ 1289 за Алда Рангони († 1325), от която има една дъщери и трима сина:
- Ализа д’Есте († 1329, Ферара), ∞ 1325 за Риналдо „Пасерино“ Бонаколси (* 1278, † 1328), господар на Мантуа, от когото няма деца
- Николо I д’Есте († 1 май 1334, Ферара), ∞ за Беатриче Гонзага († ок. 1335), дъщеря на Гуидо Гонзага, граф на Мантуа, от която има син и дъщеря
- Обицо III д’Есте (* 1294, † 1352), маркиз и господар на Ферара (1317 – 1352), на Модена (1336 – 1352) и на Парма (1344 – 1346); ∞ 1. 1317 за Якопина Пеполи, от която няма деца 2. 27 ноември 1347 за Липа Ариости/Ариосто († 27 ноември 1347), от която има 5, 6 или 7 сина и 2 или 3 дъщери. Има и няколко извънбрачни деца.
- Риналдо II д’Есте († 31 декември 1335 Ферара), кондотиер, господар на Ферара (1317 – 1335) и на Модена (1326 – 1335), господар на Комакио; ∞ за Лукреция ди Барбиано, дъщеря на графа на Барбиано Николо, от която има дъщеря. Има и четири извънбрачни деца от Орсолина Макаруфи или Фурлана.